# Phareas
Phareas là một chi bướm ngày thuộc họ Bướm nâu.